# Filmografia lui Harold Lloyd

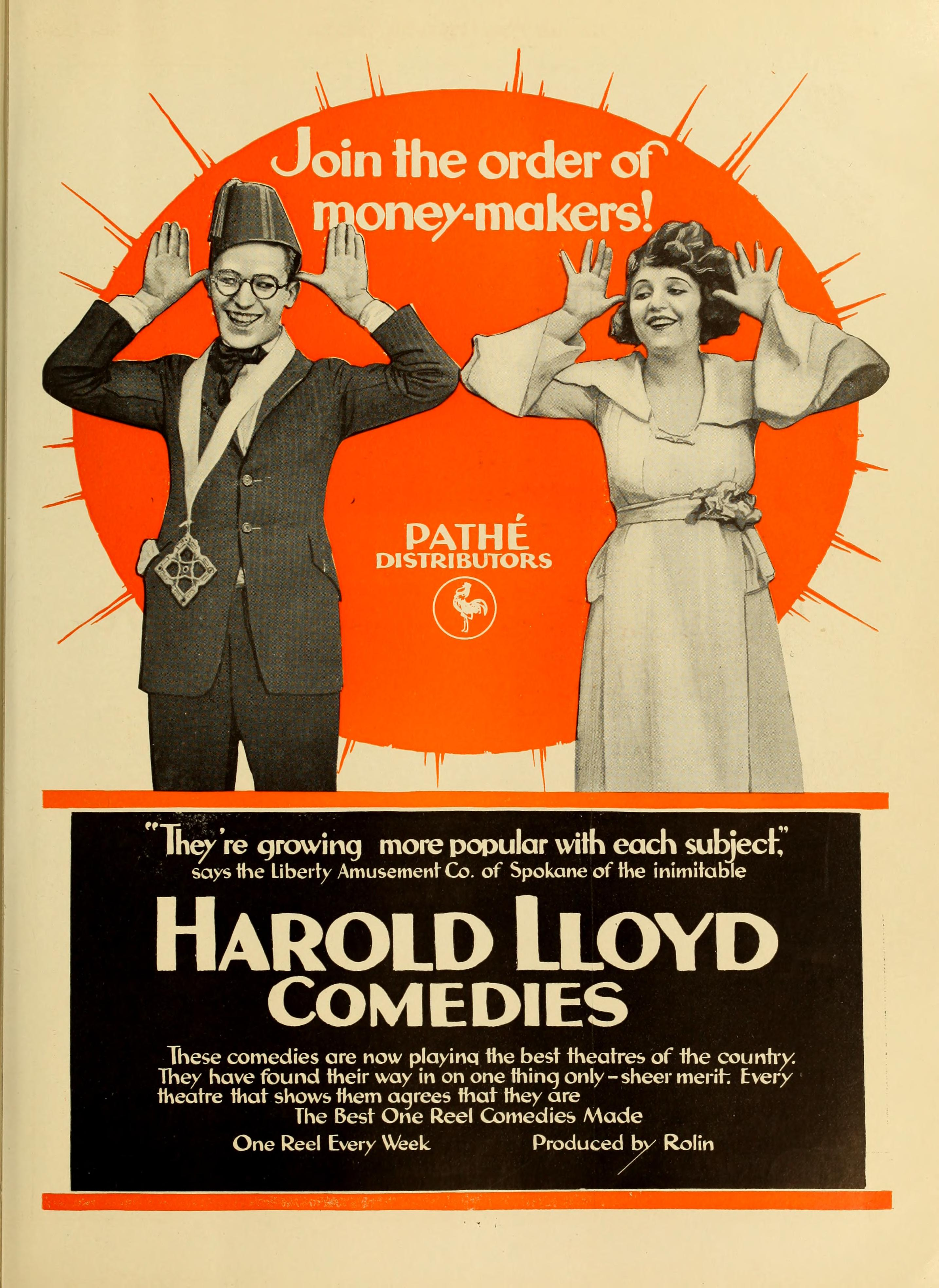
Reclamă Harold Lloyd Comedies (1919)

Aceasta este o listă a filmelor cunoscute ale lui Harold Lloyd (1893–1971), un actor american și producător de film, cel mai notabil pentru succesul și influența sa uriașă în filmele mute de comedie.

## Filme timpurii

### 1913
- The Old Monk's Tale (1913) (debut, nemenționat)
- The Twelfth Juror (1913) (nemenționat)
- Cupid in a Dental Parlor (1913) (nemenționat)
- Hulda of Holland (1913) (nemenționat)
- His Chum the Baron (1913) (nemenționat)
- A Little Hero (1913) (nemenționat)
- Rory o' the Bogs (1913) (nemenționat)

### 1914
- Twixt Love and Fire (1914) – și cu vedeta Fatty Arbuckle
- Sealed Orders (1914) (neconfirat)
- Samson (1914) (nemenționat)
- The Sandhill Lovers (1914) (as Hal Lloyd)
- The Patchwork Girl of Oz (1914) (nemenționat)

### 1915
- Beyond His Fondest Hopes (1915)
- Pete, the Pedal Polisher (1915)
- Close-Cropped Clippings (1915)
- Hogan's Romance Upset (1915) (nemenționat)
- Willie Runs the Park (1915)
- Just Nuts (1915) – as Willie Work
- Love, Loot and Crash (1915) (nemenționat)
- Their Social Splash (1915)
- Miss Fatty's Seaside Lovers (1915) - și cu Fatty Arbuckle
- From Italy's Shores (1915)
- Court House Crooks, ori Courthouse Crooks (1915) – Young Man Out of Work (nemenționat)
- The Hungry Actors (1915)
- The Greater Courage (1915)
- A Submarine Pirate (1915) – Cook

## Lonesome Luke

### 1915
- Spit-Ball Sadie (1915)
- Terribly Stuck Up (1915)
- A Mixup for Mazie (1915)
- Some Baby (1915)
- Fresh from the Farm (1915)
- Giving Them Fits (1915)
- Bughouse Bellhops (1915)
- Tinkering with Trouble (1915)
- Great While It Lasted (1915)
- Ragtime Snap Shots (1915)
- A Foozle at the Tee Party (1915)
- Ruses, Rhymes and Roughnecks (1915)
- Peculiar Patients' Pranks (1915)
- Lonesome Luke, Social Gangster (1915)

### 1916
- Lonesome Luke Leans to the Literary (1916)
- Luke Lugs Luggage (1916)
- Lonesome Luke Lolls in Luxury (1916)
- Luke, the Candy Cut-Up (1916)
- Luke Foils the Villain (1916)
- Luke and the Rural Roughnecks (1916)
- Luke Pipes the Pippins (1916)
- Lonesome Luke, Circus King (1916)
- Luke's Double (1916)
- Them Was the Happy Days! (1916)
- Luke and the Bomb Throwers (1916)
- Luke's Late Lunchers (1916)
- Luke Laughs Last (1916)
- Luke's Fatal Flivver (1916)
- Luke's Society Mixup (1916)
- Luke's Washful Waiting (1916)
- Luke Rides Roughshod (1916)
- Luke, Crystal Gazer (1916)
- Luke's Lost Lamb (1916)
- Luke Does the Midway (1916)
- Luke Joins the Navy (1916)
- Luke and the Mermaids (1916)
- Luke's Speedy Club Life (1916)
- Luke and the Bang-Tails, or Luke and the Bangtails (1916)
- Luke, the Chauffeur (1916)
- Luke's Preparedness Preparations (1916)
- Luke, the Gladiator (1916)
- Luke, Patient Provider (1916)
- Luke's Newsie Knockout (1916)
- Luke's Movie Muddle, also known as The Cinema Director (1916)
- Luke, Rank Impersonator (1916)
- Luke's Fireworks Fizzle (1916)
- Luke Locates the Loot (1916)
- Luke's Shattered Sleep (1916)

### 1917
- Lonesome Luke's Lovely Rifle (1917)
- Luke's Lost Liberty (1917)
- Luke's Busy Day (1917)
- Luke's Trolley Troubles (1917)
- Lonesome Luke, Lawyer (1917)
- Luke Wins Ye Ladye Faire (1917)
- Lonesome Luke's Lively Life (1917)
- Lonesome Luke on Tin Can Alley (1917)
- Lonesome Luke's Honeymoon (1917)
- Lonesome Luke, Plumber (1917)
- Stop! Luke! Listen! (1917)
- Lonesome Luke, Messenger (1917)
- Lonesome Luke, Mechanic (1917)
- Lonesome Luke's Wild Women (1917)
- Lonesome Luke Loses Patients (1917)
- Birds of a Feather (1917)
- From Laramie to London (1917)
- Love, Laughs and Lather (1917)
- Clubs Are Trump (1917)
- We Never Sleep (1917)

## Glasses character ("The Boy")

### 1917
- Over the Fence (1917)
- Pinched (1917)
- By the Sad Sea Waves (1917)
- Bliss (1917)
- Rainbow Island (1917)
- The Flirt (1917)
- All Aboard (1917)
- Move On (1917)
- Bashful (1917)
- Step Lively (1917)
- The Big Idea (1917)

### 1918
- The Tip
- The Lamb
- Hit Him Again
- Beat It
- A Gasoline Wedding
- Look Pleasant, Please
- Here Come the Girls
- Let's Go
- On the Jump
- Follow the Crowd
- Pipe the Whiskers as Janitor
- It's a Wild Life
- Hey There!
- Kicked Out
- The Non-Stop Kid
- Two-Gun Gussie
- Fireman Save My Child
- The City Slicker
- Sic 'Em, Towser
- Somewhere in Turkey
- Are Crooks Dishonest? – sometimes wrongly titled as Doing, Doing, Done
- An Ozark Romance
- Kicking the Germ Out of Germany
- That's Him
- Bride and Gloom
- Two Scrambled
- Bees in His Bonnet
- Swing Your Partners
- Why Pick on Me?
- Nothing but Trouble
- Back to the Woods
- Hear 'Em Rave
- Take a Chance
- She Loves Me Not

### 1919
- Wanted – $5,000 (1919)
- Going! Going! Gone! (1919)
- Ask Father (1919)
- On the Fire, aka. The Chef (1919)
- I'm on My Way (1919)
- Look Out Below (1919)
- The Dutiful Dub (1919)
- Next Aisle Over (1919)
- A Sammy in Siberia (1919)
- Just Dropped In (1919)
- Young Mr. Jazz (1919)
- Crack Your Heels (1919)
- Ring Up the Curtain, aka Back-Stage! (1919)
- Si, Senor (1919)
- Before Breakfast (1919)
- The Marathon (1919)
- Pistols for Breakfast (1919)
- Swat the Crook (1919)
- Off the Trolley (1919)
- Spring Fever (1919)
- Billy Blazes, Esq. (1919) – as Billy Blazes; the film was a parody of Westerns of the time
- Just Neighbors (1919)
- At the Old Stage Door (1919)
- Never Touched Me (1919)
- A Jazzed Honeymoon (1919)
- Count Your Change (1919)
- Chop Suey & Co. (1919)
- Heap Big Chief (1919)
- Don't Shove (1919)
- Be My Wife (1919)
- The Rajah (1919)
- He Leads, Others Follow (1919)
- Soft Money (1919)
- Count the Votes (1919)
- Pay Your Dues (1919)
- His Only Father (1919)
- Bumping Into Broadway (1919)
- Captain Kidd's Kids (1919)
- From Hand to Mouth (1919)

### Anii 1920
- His Royal Slyness (1920)
- Haunted Spooks (1920)
- An Eastern Westerner (1920)
- High and Dizzy (1920)
- Get Out and Get Under, aka My Beautiful Automobile (1920)
- Number, Please? (1920)
- Now or Never (1921)
- Among Those Present (1921)
- I Do (1921)
- Never Weaken (1921)

## Scurtmetraje târzii
- Dogs of War (1923), un film de comedie din seria Our Gang împreună cu filmul cinematografic Why Worry?. Lloyd hoacă propriul său rol.

## Filme lungi artistic
Lloyd a jucat în 18 filme de lungmetraj, din care 11 mute și 7 cu sunet.  

### Filme mute
| No. | Titlu             | Premieră           | Lungime  | Regizor(i)                                                                 | Nume personaj                      | Tip personaj                | Vedetă (feminină) | Poveste |
| --- | ----------------- | ------------------ | -------- | -------------------------------------------------------------------------- | ---------------------------------- | --------------------------- | ----------------- | --- |
| 1   | A Sailor-Made Man | 25 decembrie 1921  | 3846 ft. | Fred Newmeyer                                                              | The Boy                            | Rich Idler                  | Mildred Davis     | Must prove worthy of girl, joins navy, rescues her from a maharajah in Middle Eastern city. Frenetic, like early short Films.                                  |
| 2   | Grandma's Boy     | 3 septembrie 1922  | 4841 ft. | Fred Newmeyer                                                              | The Boy (Sonny / Harold)           | Meek Country Boy Granddaddy | Mildred Davis     | Cowardly country boy gains courage from magic charm; Civil War flashback; delicate characterization. Lloyd's favorite film.                                    |
| 3   | Dr. Jack          | 23 noiembrie 1922  | 4700 ft. | Fred Newmeyer                                                              | Dr. Jackson (Jack)                 | Successful Country Doctor   | Mildred Davis     | Small-town country doctor uses common sense to cure patients.                                                                                                  |
| 4   | Safety Last!      | 1 aprilie 1923     | 6300 ft. | Fred Newmeyer Sam Taylor                                                   | Harold Lloyd                       | Industrious Go-Getter       | Mildred Davis     | Country boy goes to city to be a success, ends up climbing building as stunt. Most spectacular daredevil thrill comedy. Last film with Davis, whom he married. |
| 5   | Why Worry?        | 16 septembrie 1923 | 5500 ft. | Fred Newmeyer Sam Taylor                                                   | Harold Van Pelham                  | Wealthy Hypocondriac        | Jobyna Ralston    | Hypochondriac goes to South America for rest, lands in revolution. Funniest for sheer number of gags. Last Lloyd film produced by Hal Roach.                   |
| 6   | Girl Shy          | 28 martie 1924     | 7457 ft. | Fred Newmeyer Sam Taylor                                                   | The Poor Boy (Harold Meadows)      | Shy Dreamer                 | Jobyna Ralston    | Shy stutterer writes book on lovemaking; must rescue girl from marrying wrong man. Terrific race sequence at end.                                              |
| 7   | Hot Water         | 26 octombrie 1924  | 4899 ft. | Sam Taylor Fred Newmeyer                                                   | Hubby                              | Hen-Pecked Husband          | Jobyna Ralston    | Family situation comedy; episodic; live turkey on trolley, madcap car ride, haunted-house finale.                                                              |
| 8   | The Freshman      | 30 septembrie 1925 | 6883 ft. | Sam Taylor Fred Newmeyer                                                   | Harold Lamb                        | College Go-Getter           | Jobyna Ralston    | Popularity-conscious student tries to be "Big Man on Campus"; finally wins big football game and girl. Best topical satire.                                    |
| 9   | For Heaven's Sake | 5 aprilie 1926     | 5356 ft. | Sam Taylor                                                                 | The Updown Boy (J. Harold Mannors) | Debonaire Millionaire       | Jobyna Ralston    | Rich man aids slum mission; must get drunks to wedding on time.                                                                                                |
| 10  | The Kid Brother   | 17 ianuarie 1927   | 7654 ft. | Ted Wilde J.A. Howe Lewis Milestone (uncredited) Harold Lloyd (uncredited) | Harold Hickory                     | Bashful Farm Boy            | Jobyna Ralston    | Son of sheriff must prove his manhood; captures crook, returns stolen money, wins girl. Best integration of all Lloyd's key elements.                          |
| 11  | Speedy            | 7 aprilie 1928     | 7776 ft. | Ted Wilde                                                                  | Harold "Speedy" Swift              | Carefree City Boy           | Ann Christy       | Baseball-crazed city boy can't keep job, upsets mobsters' plans to ruin old man's business. New York location; Babe Ruth appearance; great chase.              |

### Sound features
| No. | Titlu                                                 | Premieră           | Lungime            | Regizor(i)                   | Nume personaj      | Tip personaj                | Vedetă (feminină)                         | Poveste |
| --- | ----------------------------------------------------- | ------------------ | ------------------ | ---------------------------- | ------------------ | --------------------------- | ----------------------------------------- | --- |
| 1   | Welcome Danger                                        | 12 octombrie 1929  | 10297 ft. 115 min. | Mal St. Clair Clyde Bruckman | Harold Bledsoe     | Industrious Detective       | Barbara Kent                              | Botanist-turned-sleuth thwarts Chinese hoods in San Francisco. Lloyd's first talkie.                                        |
| 2   | Feet First                                            | 8 noiembrie 1930   | 8130 ft. 90 min.   | Clyde Bruckman               | Harold Horne       | Ambitious Fumbler           | Barbara Kent                              | Shoe salesman pretends to be successful businessman. Gags on boat; big-thrill building climb at end. Episodic.              |
| 3   | Movie Crazy                                           | 23 septembrie 1932 | 8852 ft. 98 min.   | Clyde Bruckman               | Harold Hall        | Meek Fumbler                | Constance Cummings                        | Boy tries to make good in Hollywood. Some good gags and action; complex love interest.                                      |
| 4   | The Cat's-Paw                                         | 7 august 1934      | 9157 ft. 102 min.  | Sam Taylor                   | Ezekiel Cobb       | Missionary turned Reformer  | Una Merkel Grace Bradley                  | Accidentally elected mayor, naive reformer takes brunt of political machine. Oriental setting, strange political overtones. |
| 5   | The Milky Way                                         | 25 martie 1936     | 8010 ft. 89 min.   | Leo McCarey                  | Burleigh Sullivan  | Milkman turned Prizefighter | Verree Teasdale Helen Mack Dorothy Wilson | Quick-paced verbal comedy with top supporting cast. Fixed fights send weakling to championship fight.                       |
| 6   | Professor Beware                                      | 29 iulie 1938      | 8550 ft. 93 min.   | Elliott Nugent               | Prof. Dean Lambert | Fumbling Professor          | Phyllis Welch                             | Egyptologist searches for missing tablets.                                                                                  |
| 7   | The Sin of Harold Diddlebock (original release title) | 4 aprilie 1947     | 8010 ft. 89 min.   | Preston Sturges              | Harold Diddlebock  | Clerk turned Promotor       | Frances Ramsden                           | Man's first drink changes him into live wire; thrill on high building again. Recut by Howard Hughes.                        |
| 7   | Mad Wednesday (re-issue title)                        | 28 octombrie 1950  | 6930 ft. 76 min.   | Preston Sturges              | Harold Diddlebock  | Clerk turned Promotor       | Frances Ramsden                           | Man's first drink changes him into live wire; thrill on high building again. Recut by Howard Hughes.                        |

### Compilații
| No. | Titlu                          | Lansare | Descriere |
| --- | ------------------------------ | ------- | --- |
| 1   | Harold Lloyd's World of Comedy | 1962    | An anthology of comedy sequences, mostly from Safety Last, The Freshman, Hot Water, Why Worry?, Girl Shy, Professor Beware, Movie Crazy, and Feet First. |
| 2   | The Funny Side of Life         | 1963    | Another compilation, produced and edited by Lloyd. Not generally distributed in the United States.                                                       |

### Doar ca producător
Compania lui Harold Lloyd Hollywood Productions a realizat o serie de scurtmetraje de comedie cu vedeta Edward Everett Horton în 1927-1928. El a mai produs, dar nu a jucat, în două filme artistice.
| No. | Titlu                    | Lansare | Regizor(i)       | Vedete                                                                    |
| --- | ------------------------ | ------- | ---------------- | ------------------------------------------------------------------------- |
| 1   | A Girl, a Guy, and a Gob | 1941    | Richard Jones    | Lucille Ball, George Murphy, Edmund O'Brien, and Franklin Pangborn        |
| 2   | My Favorite Spy          | 1942    | Norman Z. McLeod | Kay Kyser, Ellen Drew, Jane Wyman, Robert Armstrong, and William Demerest |